# Scapsipedoides
Scapsipedoides är ett släkte av insekter. Scapsipedoides ingår i familjen syrsor.
Kladogram enligt Catalogue of Life:
| Scapsipedoides | \| \| Scapsipedoides apterus \| \| \| \| \| \| Scapsipedoides macrocephalus \| \| \| \| |
|                | \| \| Scapsipedoides apterus \| \| \| \| \| \| Scapsipedoides macrocephalus \| \| \| \| |
|                | Scapsipedoides apterus                                                                  |
|                |                                                                                         |
|                | Scapsipedoides macrocephalus                                                            |
|                |                                                                                         |